# Thaisa
Thaisa de Moraes Rosa Moreno (sinh ngày 17 tháng 12 năm 1988), thường được gọi là Thaisa hoặc Isa Moreno, là một tiền vệ bóng đá người Brasil chơi cho đội tuyển bóng đá nữ quốc gia Brazil. Cô có một thời gian ngắn chơi bóng cho câu lạc bộ Damallsvenskan của Thụy Điển Tyresö FF vào năm 2014 và cũng chơi với Sky Blue FC của Giải bóng đá nữ quốc gia năm 2018.

## Sự nghiệp cấp câu lạc bộ
Thaisa chuyển từ Ferroviária sang Tyresö FF vào tháng 1 năm 2014, là một trong bốn cầu thủ Brazil gia nhập câu lạc bộ Thụy Điển này.
Thaisa là cầu thủ dự bị được đưa vào sân trong khoảng thời gian cuối trận trong trận thua Chung kết Giải vô địch UEFA Bóng đá nữ năm 2014 với kết quả  Tyresö để thua Wolfsburg.  Ngay sau đó, đội bóng Tyresö bị tuyên bố mất khả năng chi trả và bị loại khỏi mùa giải Damallsvenskan 2014. Việc này khiến thành tích của đội bóng bị xóa bỏ và tất cả các cầu thủ của đội bóng trở thành cầu thủ tự do.
Vào ngày 13 tháng 12 năm 2017, Thaisa ký hợp đồng với Sky Blue FC chơi trong giải đấu NWSL. Sau khi ra sân tám lần cho câu lạc bộ, cô được câu lạc bộ đưa ra thị trường chuyển nhượng vào ngày 25 tháng 7 năm 2018 để cô có thể theo đuổi các cơ hội ở nước ngoài.
Thaisan chuyển sang Đội bóng đá nữ A.C. Milan mới thành lập ở Seria A trong mùa bóng 2018 - 2019.

## Sự nghiệp quốc tế
Thaisa ra mắt chính thức trong vai trò cầu thủ của đội tuyển bóng đá nữ Brazil vào tháng 9 năm 2013, trong trận thua 1-0 trước New Zealand ở Châtel-Saint-Denis, Thụy Sĩ. Cô ghi bàn thắng đầu tiên cho đội tuyển quốc gia trong chiến thắng 2-0 của Brazil trước Chile tại giải đấu Torneio Internacional de Brasília de Futebol Feminino 2013.

### Bàn thắng quốc tế
| #  | Ngày                 | Địa điểm                                               | Đối thủ    | Bàn thắng | Kết quả      | Giải đấu                                                   |
| -- | -------------------- | ------------------------------------------------------ | ---------- | --------- | ------------ | ---------------------------------------------------------- |
| 1. | 12 tháng 12 năm 2013 | Sân vận động Quốc gia Mané Garrincha, Brasília, Brasil | Chile      | 2–0       | 2–0          | Torneio Internacional de Brasília de Futebol Feminino 2013 |
| 2. | 12 tháng 9 năm 2014  | Sân vận động Federativo Reina del Cisne, Loja, Ecuador | Bolivia    | 5–0       | 6–0          | Giải vô địch bóng đá nữ Nam Mỹ 2014                        |
| 3. | 11 tháng 7 năm 2015  | Tim Hortons Field, Hamilton, Canada                    | Costa Rica | 2–0       | 3–0          | Đại hội Thể thao Liên châu Mỹ 2015                         |
| 4. | 9 tháng 4 năm 2017   | Arena da Amazônia, Manaus, Brasil                      | Bolivia    | 6–0       | 6–0          | Giao hữu                                                   |
| 5. | 19 tháng 4 năm 2018  | Sân vận động La Portada, La Serena, Chile              | Argentina  | 2–0       | 3–0          | Giải vô địch bóng đá nữ Nam Mỹ 2018                        |
| 6. | 23 tháng 6 năm 2019  | Sân vận động Océane, Le Havre, Pháp                    | Pháp       | 1–1       | 1–2 (s.h.p.) | Giải vô địch bóng đá nữ thế giới 2019                      |